# يا حبيبي تعال الحقني (أغنية)
يا حبيبي تعال الحقني أغنية من ثلاثينات القرن العشرين، بدأت بنسخة من كوبا للموسيقي أنطونيو ماتشين.
كان أنطونيو ماتشين (Cuarteto Machin (1903 - 1977 شخصية محورية في تاريخ الموسيقى الكوبية، والذي لا يُذكر دائمًا على هذا النحو، بصفته مغنيًا أوبراليًا كسر حاجز الألوان في واحدة من أرقى فرق الأوركسترا في كوبا، وسفيرًا موسيقيًا للولايات المتحدة وأوروبا. غادر هافانا إلى نيويورك عام 1930، ونيويورك متوجهاً إلى لندن وباريس عام 1935، وأخيراً باريس متوجهاً إلى مدريد قبل الحرب العالمية الثانية، حيث عاش حتى وفاته عام 1977.
غنى ماتشين في 26 أبريل 1930 على مسرح بالاس في نيويورك أغنية بائع الفول السوداني، وكانت أول أغنية كوبية تحقق نجاحًا في الولايات المتحدة، وبعد نجاح بائع الفول السوداني، أصدر سلسلة من التسجيلات الناجحة في نيويورك بين عامي 1930 و 1935، كانت منهم أغنية «اليتيم El huerfanito» وهي النسخة الكوبية للأغنية المصرية يا حبيبي تعال الحقني.

## نسخ مصرية لأغنية ماتشين
أخذ الموسيقي المصري مدحت عاصم (1909 – 1989) اللحن الكوبي عام 1940 لاعداد أغنية للمطربة السورية أسمهان (آمال الأطرش)، هي أغنيتها الناجحة «يا حبيبي تعال الحقني»، والتي وضع كلماتها المخرج والممثل أحمد جلال الذي كتب الأغنية للممثلة ماري كويني التي تزوجته في وقت لاحق، وغنتها في فيلم «زوجة بالنيابة» عام 1936، ولكن نجاح نسخة أسمهان طغى ولم يعد أحد يذكر نسخة كويني.
كان مدحت عاصم قد تلقى تعليمه الموسيقي الشرقي علي يد الشيخ إبراهيم القباني في أنقرة بتركيا، وتلقي تعليمه الموسيقي الغربي في كونسرفتوار برجرين النمساوي. كتب أول مقطوعة مصريه يكتبها مؤلف مصري هي «سماعي نهاوند مدحت» عام 1924، تأثر بالموسيقى الغربية وكون أول فرقة موسيقية وهي فرقة «الراديو الشرقية» وجمع أفرادها من خيرة العازفين المعروفين وقتها، وأضاف إلي الفرقة التشيللو والكونترباص.

## الأغنية المصرية من الأصل الكوبي
كتب الناقد طارق الشناوي في صحيفة الشرق الأوسط: «غنت أسمهان في بداية مشوارها» يا حبيبي تعال الحقني شوف اللي جرى لي«، كان مدحت عاصم واسع الاطلاع على الموسيقى الأجنبية، ولم تكن وقتها حقوق الملكية الفكرية مطبقة في عالمنا العربي، كما أن الناس لا تملك وسيلة للتعرف على ما ينتجه العالم من إبداع، خاصة لو كان بيننا وبينهم بحار ومحيطات، وهكذا رددت أسمهان الأغنية الأرجنتينية الأصل عام 1936 بينما الأغنية انطلقت قبلها بست سنوات، ما فعله عاصم أنه كتب كلمات باللهجة المصرية على اللحن، وتجاوبت معه الأذن الشرقية، هناك رسائل علمية وثقت هذا اللحن، حيث يعتبر البعض انه مجرد تأثير أو استلهام، لأن القانون يحدد السرقة بعدد 6 موازير موسيقية، متتابعة، وما دون ذلك لا يعد سرقة»، «وتتعدد قطعاً أساليب السرقات الفنية، ولا يجوز أن نطلق عليها كلها توصيف» سرقة«، ولكن أحياناً يصبح التعبير الصحيح هو استلهاماً».  

## نسخة كريمة الصقلي
كريمة الصقلي (14 مارس 1963)، مغنية مغربية. بدأت الغناء وهي في سن التاسعة، وهي صوت الطرب الأندلسي والتراث الصوفي، الفنانة المغربية كريمة الصقلي اشتهرت بقدرتها على اتقان مختلف المقامات اللحنية وأدائها المتميز على أهم مسارح العالم، خاصة مهرجانات الثقافة والموسيقى العريقة والتقليدية العربية.
كتبت الصحيفة الالكترونية المغربية هسبريس: "أبدعت الفنانة المغربية كريمة الصقلي، في الليلة السادسة لليوبيل الفضي لمهرجان الموسيقى العربية، بدار الأوبرا المصرية، الذي انطلقت فعالياته في الـ31 من أكتوبر 2016، وقدمت أحلى أغانيها ومنها أغاني أسمهان مثل «يا حبيبي تعال الحقني».
سافرت الفنانة المغربية كريمة الصقلّي إلى بيروت حاملة معها التراث الأسمهاني، فقد ارتبط اسمها باسم أسمهان، بعدما وقفت عام 1999 على مسرح دار الأوبرا المصرية في القاهرة، حيث أطربت المستمعين بأداء حديث لأغاني أسمهان مثل «يا حبيبي تعال الحقني». قالت الصقلي: «لي صوتي المتواضع، الذي أتمنى ان يصل إلى القلوب العاشقة للكلمة الجميلة».
في فعاليات الاحتفالات باختيار محافظة الأقصر عاصمة للثقافة العربية والتي أستمرت حتى مارس 2018، ظهرت الفنانة المغربية كريمة الصقلي بالزي التقليدي المغربي وتغنت بمجموعة من أعمال تراث الطرب منها «زوروني كل سنة مرة» و«يا حبيبي تعالى الحقني».

## نسخ حديثة للأغنية
نسخة الفنانة الشابة كتاليا تحت عنوان "Mi amor"، والمغنية من أصل لبناني، وتعيش في الإكوادور، واختارت الأغنية مع أضافة كلمات كتبتها بنفسها بالاسبانية، نفذها الموزع جان ماري رياشي، مستخدما آلات موسيقية مستجدة على اللحن، وتبدأ الأغنية بصوت أسمهان الأصلي بعبارة «يا حبيبي تعال الحقني شوف اللي جرالي»، لتستكمل بعدها كتاليا اللازمة بصوتها.
أعادت المطربة الأردنية مكادي نحاس، بالتعاون مع المطربة العراقية نوفا عماد (مغنية وملحنة عراقية مقيمة في كندا)، إحياء الأغنية، بمشاركة المطربة الإسبانية مايرا، بتوزيع موسيقي مغاير مع الاحتفاظ بلحنها الكوبي الأصلي.، قدمت الأغنية أيضاً الفنانة اللبنانية أميمة خليل، من توزيع اللبناني هاني سبليني. قدمت اللبنانية سميّة بعلبكي نسختها من «يا حبيبي تعال الحقني» أيضاً.

## كلمات الأغنية
يا حبيبي تعال الحقني شوف اللي جرى لي
من بعدك
سهرانة من وجدي بناجي خيالك
مين قدك
وأنا كاتمة غرامي، وغرامي هالكني
ولا عندي لا أب ولا أم ولا عم أشكي له
نار حبك
روحي وقلبي وجسمي وعقلي وجمالي
في يدك
محتارة أعمل لك إيه في دلالك
وف صدك
ليه أخبي غرامي، وغرامي هالكني
لا أشكي وأبكي وأحكي بلكي يا غزالي
يلين قلبك     

## وصلات خارجية
https://www.youtube.com/watch?v=1pIiTdb9WAg يا حبيبي تعال الحقني (أغنية)
https://www.youtube.com/watch?v=bQ-CmrltoME يا حبيبي تعال الحقني (أغنية)
https://www.youtube.com/watch?v=sFoY8AsQhC8 يا حبيبي تعال الحقني (أغنية)
https://www.youtube.com/watch?v=ZkPNA-5346I يا حبيبي تعال الحقني (أغنية)
https://www.youtube.com/watch?v=i-Wk1CjiqVI يا حبيبي تعال الحقني (أغنية)
https://www.youtube.com/watch?v=KARXyTJcGIA يا حبيبي تعال الحقني (أغنية)